# For What It's Worth (Liam Gallagher)
For What It's Worth è un singolo del cantautore britannico Liam Gallagher, pubblicato il 10 agosto 2017 come terzo estratto dal primo album in studio As You Were.

## Genesi
Il brano, scritto da Simon Aldred, frontman dei Cherry Ghost, è, secondo quanto dichiarato da Gallagher, "una canzone di scuse piena di rimpianti, ma non disperata". Gallagher lo ha definito "il pezzo più alla Oasis dell'album".
In un'intervista rilasciata all'amico Clint Boon degli Inspiral Carpets per la radio XS Manchester, Gallagher ebbe a dire:

## Formazione
- Liam Gallagher – voce
- Dan McDougall – basso, batteria, chitarra acustica, tastiere
- Mike Moore – basso, chitarra elettrica
- Martin Slattery – tastiere
- Dan Grech-Marguerat – programmazione
- Rachel Robson – viola
- Sally Herbert – violino, archi
- Ian Burdge – violoncello